# Републикански път III-1104
Републикански път IIІ-1104 е третокласен път, част от Републиканската пътна мрежа на България, преминаващ изцяло по територията на Видинска област. Дължината му е 13,1 km. Номерацията на Републикански път IIІ-1104 е изключение от правилото за номерирането на пътищата в България, тъй като номерът му предполага да е дясно разклонение на Републикански път II-11, а той е дясно разклонение на Републикански път III-1102.
Пътят се отклонява надясно при 26,5 km на Републикански път III-1102 в село Кладоруб и се насочва на запад през Западния Предбалкан. Преминава през село Рабиша и в непосредствина близост южно от пещерата „Магура“ и северно от село Раяновци /при махала Крушака на селото/ се свързва с Републикански път III-1401 при неговия 21 km.
| Пътища, отклоняващи се надясно (населено място, № на пътя, посока на пътя) | km   | Пътища, отклоняващи се наляво (посока на пътя, № на пътя, населено място) |
| -------------------------------------------------------------------------- | ---- | ------------------------------------------------------------------------- |
| Община Димово, III-1102, 26,5 km, с. Кладоруб →                            | 0,0  | → с. Кладоруб, 26,5 km, III-1102, Община Димово                           |
| Община Белоградчик                                                         | 1,1  | Община Белоградчик                                                        |
| с. Рабиша                                                                  | 16,7 | → с. Рабиша, общински път (за 30 km на III-1401)                          |
| (за пещ. „Магура“) общински път ←                                          | 7    |                                                                           |
| (от 39,4 km на II-14) III-1401, 21.0 km →                                  | 13.1 | → 21.0 km, III-1401 (до гр. Белоградчик)                                  |